# Fart og fornuft
Fart og fornuft er en dansk dokumentarfilm fra 1974 instrueret af Svend Aage Lorentz efter eget manuskript.

## Handling
En af Rådet for Større Færdselssikkerheds første kampagnefilm, der gjorde bilister og andre trafikanter opmærksom på de nye hastighedsgrænser, der var blevet genindført på de danske veje den 14. marts 1974. Siden 1953 havde der været fri hastighed på vejene. Nu må man maksimalt køre 110 km/t på motorveje, 90 km/t udenfor byområder og 60 km/t i byområder, og desuden skal farten afpasses efter forholdene.
Hastighedsbegrænsningerne blev i øvrigt indført for at spare på benzinen på grund af oliekrisen. En sidegevinst var at antallet af dræbte i trafikken faldt drastisk. Fartgrænserne er siden blevet ændret flere gange.